# Bristol Britannia

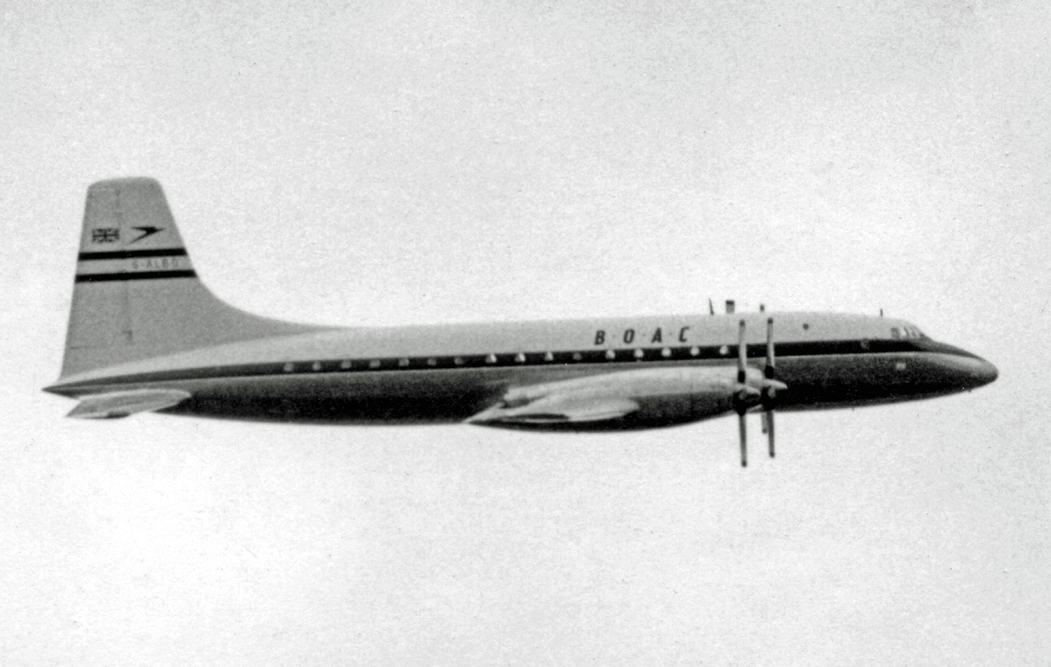
Britannia 101 (kurzer Rumpf) in BOAC-Bemalung, 1953

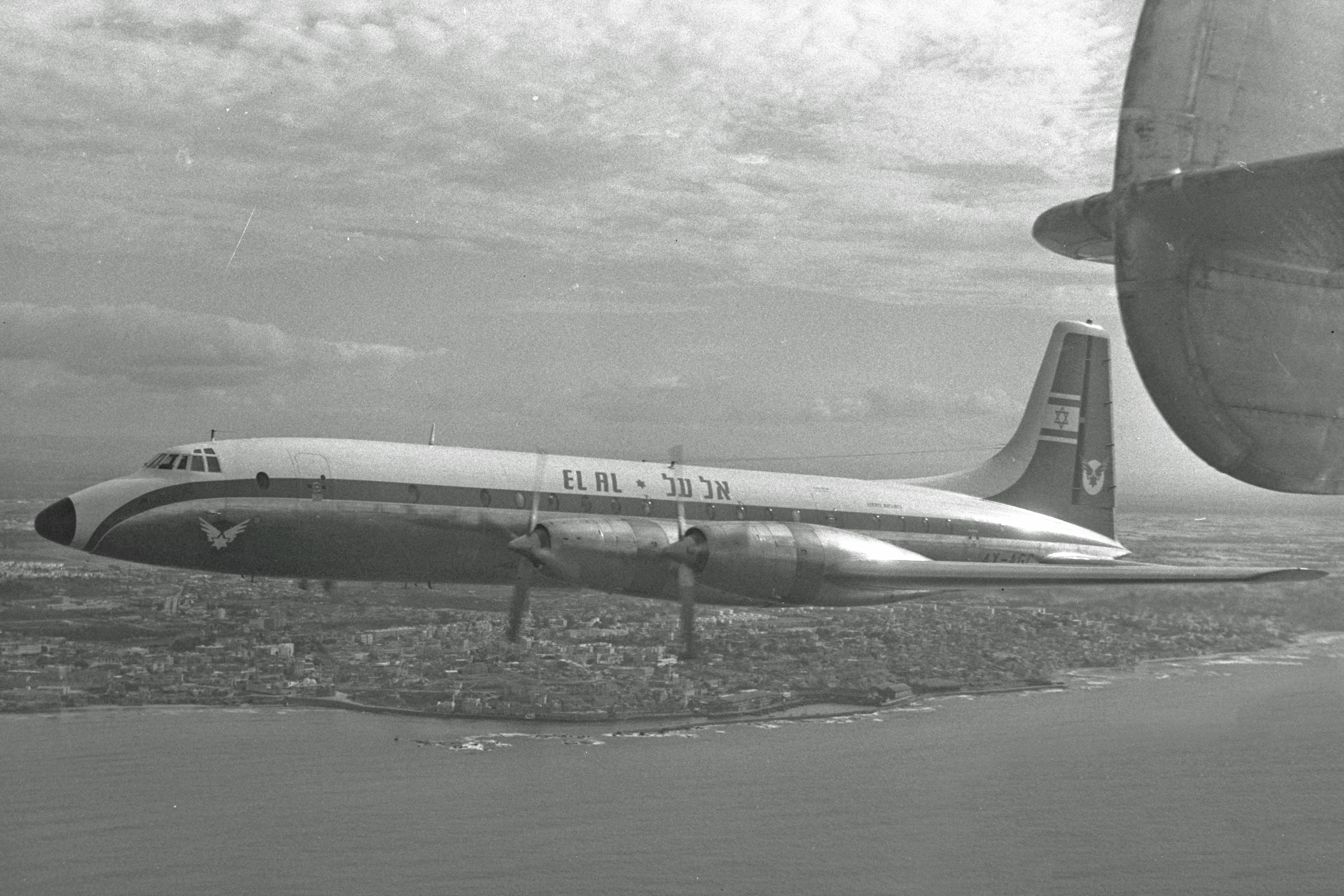
Eine Bristol Britannia der El Al am 1. Januar 1958 über Tel Aviv-Jaffa

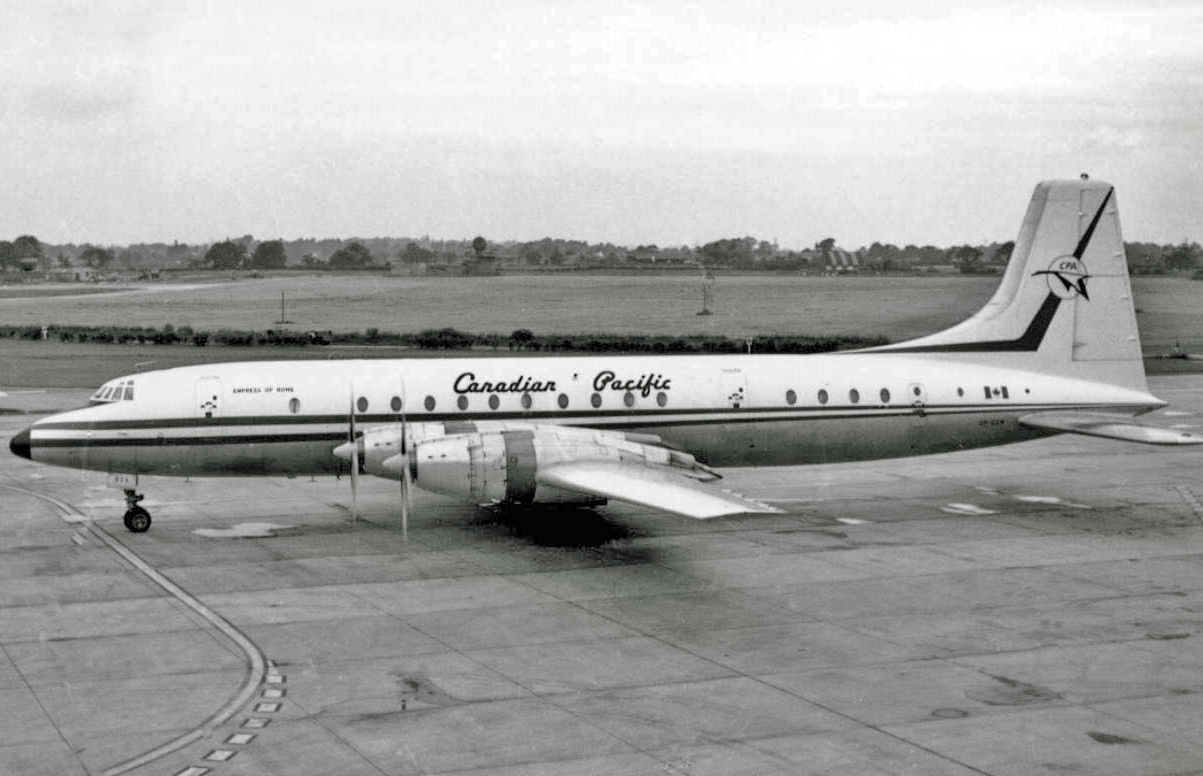
Britannia 314 der Canadian Pacific Air Lines, 1965

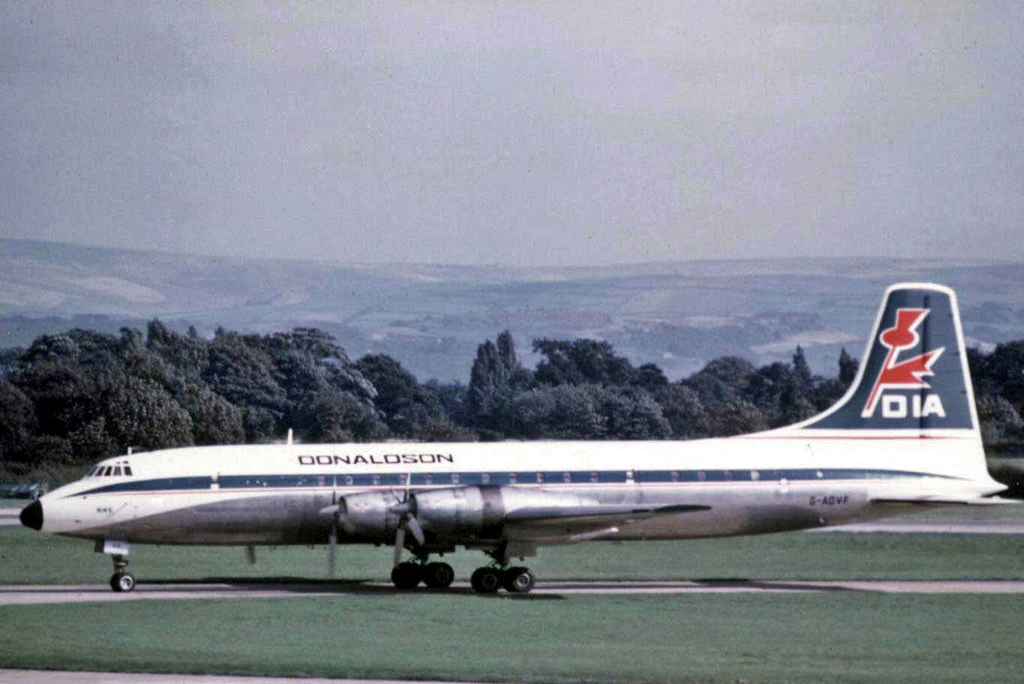
Britannia 312 der Donaldson International Airways im Jahr 1971

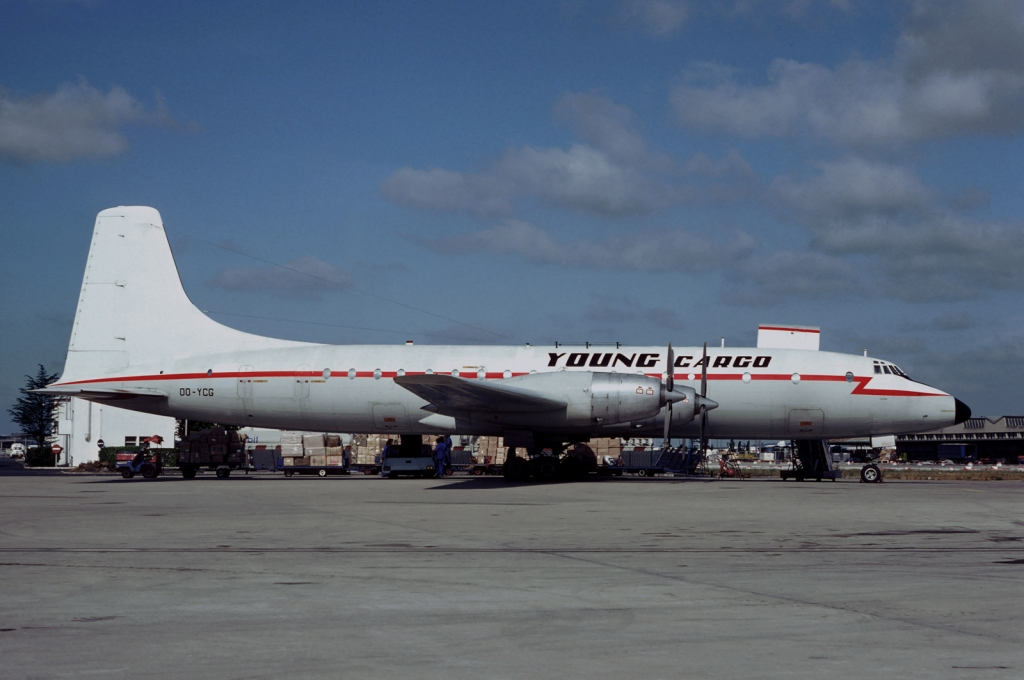
Bristol Britannia 253 der Young Cargo

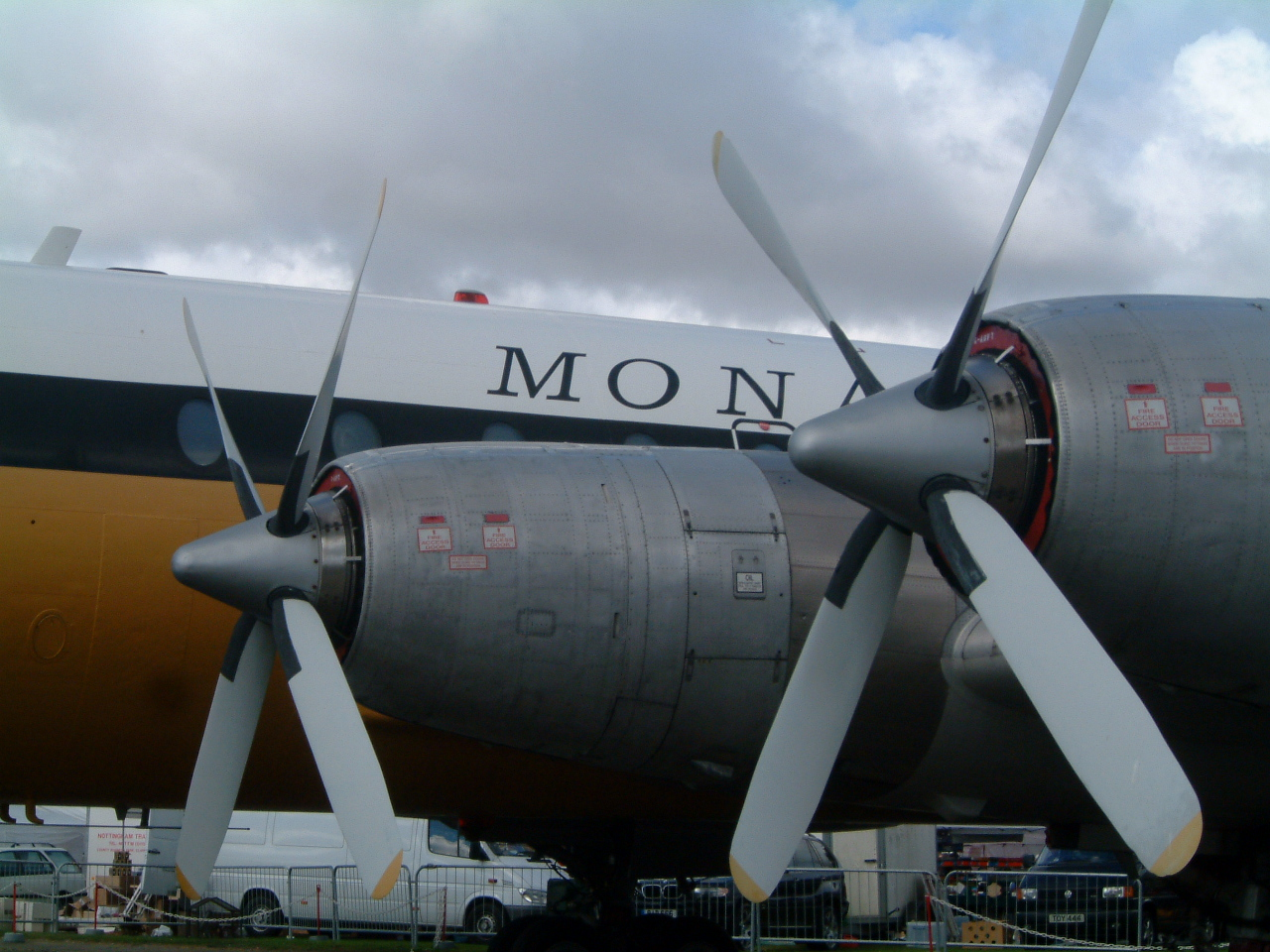
Triebwerke einer Bristol Britannia 312

Die Bristol Type 175 Britannia war ein in den Jahren 1952 bis 1959 von der britischen Bristol Aeroplane Company gebautes Langstreckenflugzeug für den zivilen und militärischen Einsatz. Angetrieben wurde es von vier Turboprop-Triebwerken Bristol Proteus, die im eigenen Unternehmen entwickelt worden waren.
Aufgrund ihrer sehr leisen Triebwerke wurde die Britannia als „Der flüsternde Riese“ („The Whispering Giant“) bekannt, was sich allerdings auf den von außen wahrgenommenen Lautstärkepegel bezog und weniger auf die Geräuschkulisse innerhalb des Flugzeugs selbst. Es wurden 85 Exemplare gebaut, deren letztes im Jahr 1997 außer Dienst gestellt wurde.
Der Name „Britannia“ wurde ab 1982 vom britischen Automobilhersteller Bristol Cars Ltd. für ein sportliches Coupé verwendet.

## Geschichte
Die Planung der Britannia begann im Jahre 1943, als die Brabazon-Kommission des britischen Verkehrsministeriums unter Lord Brabazon Entwürfe für zivile Flugzeuge für die Zeit nach dem Zweiten Weltkrieg prüfte. Einer der diskutierten Vorschläge sah ein viermotoriges Langstreckenflugzeug mit 48 Sitzplätzen für den Einsatz auf den so genannten Empire-Routen zwischen Großbritannien und den britischen Kolonien in Afrika vor. Den Zuschlag für dieses übrigens als unwichtig eingestufte Projekt mit Centaurus-Sternmotoren erhielten die Bristol-Werke.
Für einen Zeitraum von nur zwei Monaten bestand eine Bestellung von 25 Britannias durch BOAC im Jahr 1948. Die Bestellung wurde zurückgezogen, als sich abzeichnete, dass die Comet weit früher als geplant einsatzfähig sein würde und die verspätete Britannia mit ihren Sternmotoren aus dem Rahmen fiel. Anstelle von Kurzstrecken in den Tropen sollte das Flugzeug Atlantik-tauglich werden. Nachdem am 16. August 1952 der Prototyp der Britannia zu seinem Erstflug abhob, wurden 15 Exemplare der Serie 102 an die BOAC verkauft. Diese Maschinen konnten bereits 90 Passagiere befördern.
Im Jahr 1956 erlebte eine als Serie 300 bezeichnete, vergrößerte Version der Britannia ihren Erstflug und wurde von der BOAC bestellt, dann aber zu Gunsten der Serie 310 storniert. Diese Serie 310 zeichnete sich durch eine höhere Reichweite aus, die bereits einen Nonstopflug über den Nordatlantik in beiden Richtungen ermöglichte. Schließlich entstanden noch die Serien 252 und 253 als Militärtransporter für die Royal Air Force. Weitere Käufer der verschiedenen Britannia-Versionen waren Fluggesellschaften wie die Canadian Pacific Airlines oder die El Al.
In der Zwischenzeit waren die ersten Strahlflugzeuge wie die britische De Havilland Comet oder die Muster Douglas DC-8 und Boeing 707 aus den Vereinigten Staaten auf dem Markt erschienen. Die Britannia mit ihrem Turboprop-Antrieb wurde so quasi über Nacht zum alten Eisen. Die Produktion wurde daraufhin nach nur 85 Exemplaren beendet.
Canadair erwarb 1954 die Lizenz für Nachfolgemodelle. Daraus entstand neben dem durch Kolbenmotoren angetriebenen Seeaufklärer Canadair CL-28 Argus auch die CL-44, die bei Heavylift bis vor wenigen Jahren noch im Einsatz stand.

## Konstruktion

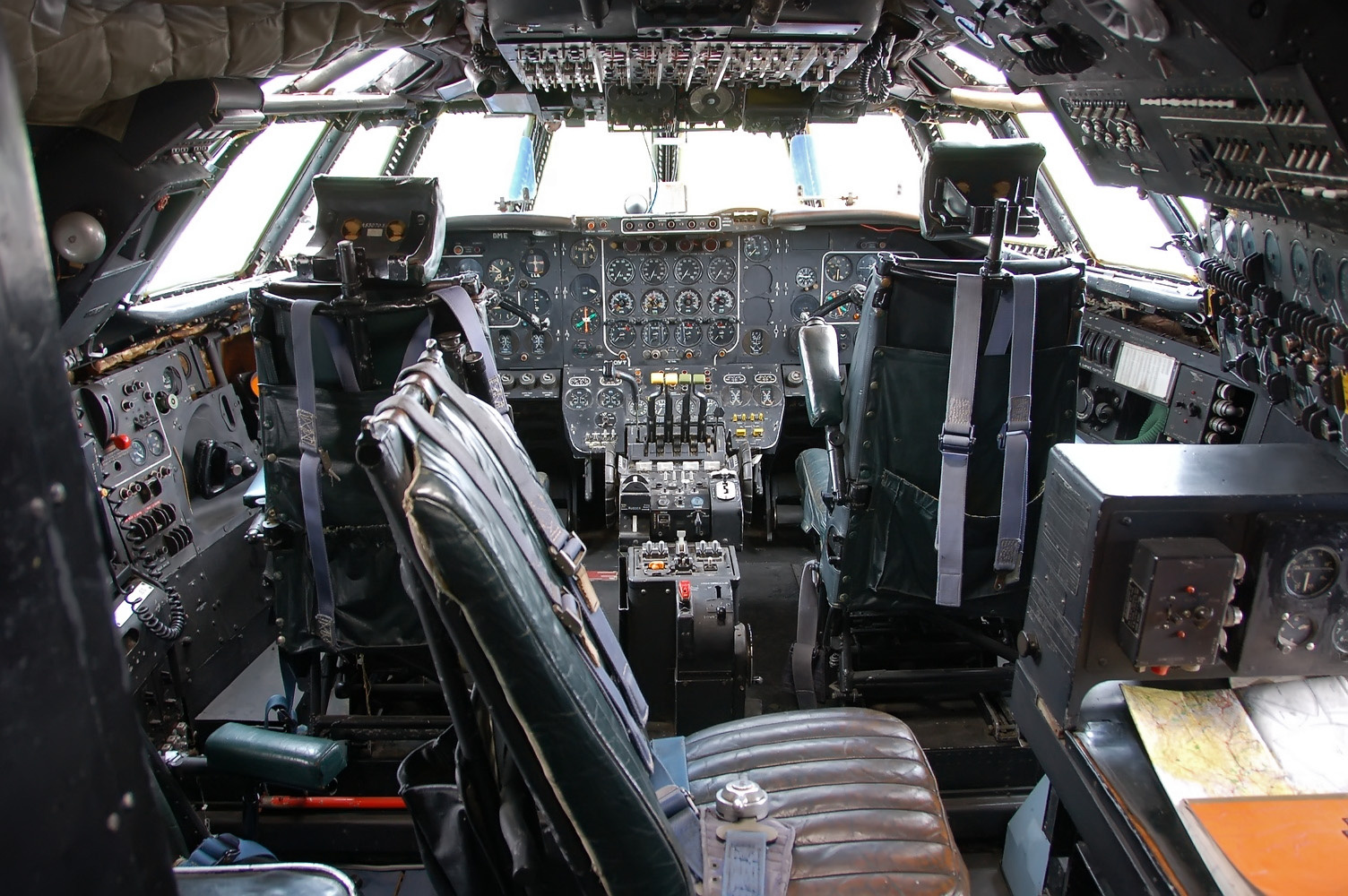
Cockpit einer Bristol Britannia

Die Bristol Britannia ist ein Ganzmetallflugzeug, in ihrem Aussehen und ihrer Leistung vergleichbar mit der fünf Jahre später erschienenen sowjetischen Iljuschin Il-18. So ist sie als Tiefdecker ausgelegt und mit einem Normalleitwerk ausgestattet. An ihren trapezförmigen Tragflächen, welche eine leichte V-Stellung aufweisen, sind vier Turboprop-Triebwerke vom Typ Bristol Proteus angebracht; die verstellbaren Vierblatt-Propeller drehen sich in Flugrichtung betrachtet links, also im Gegenuhrzeigersinn.
Das Hauptfahrwerk besteht aus zwei vierrädrigen Sätzen, wobei je Fahrwerk zwei Räderpaare hintereinander angebracht sind. Beim Einfahren werden diese um 90° zurückgeklappt und nach hinten in die jeweils innere Triebwerksgondel eingezogen (wie unter anderem auch bei älteren Tupolew-Passagiermaschinen und genau umgekehrt, wie es bei dem sowjetischen Pendant Il-18 der Fall ist). Das Bugfahrwerk wird nach vorn eingezogen. Wie bei den meisten Flugzeugen dieser Größenklasse werden auch bei der Bristol Britannia die großen Fahrwerksklappen nur für den Ein- bzw. Ausfahrvorgang geöffnet während kleine Fahrwerksklappen im ausgefahrenen Zustand stets offen bleiben.
Der Rumpf weist einen kreisförmigen Querschnitt auf und ist mit einer Druckkabine versehen. Beidseitig des Mittelganges befinden sich die Sitzreihen mit je drei/drei Sitzen nach jeder Seite hin, an den Seiten befinden sich (außer bei den Frachtversionen) durchgehend große ovalförmige Fenster. Die zwei Einstiegstüren an der linken Seite werden zum Öffnen nach innen gerückt und nach hinten in Seitenschächte eingeschoben.

## Nutzung

### Allgemein
Neben britischen Fluggesellschaften wurden Exemplare der Bristol Britannia bereits in den 1950er Jahren auch von zahlreichen ausländischen Fluggesellschaften erworben, so unter anderem von der staatlich-kubanischen Cubana. Auf Kuba wurden sie auch nach der Revolution von 1959 noch lange Zeit beibehalten, und zwei davon wurden zwischendurch an die tschechoslowakische ČSA vermietet, wobei diese kurzzeitig sogar eine dortige Zulassung und Bemalung erhielten. Durch solche ‚Umwege‘ war die Bristol Britannia einer der wenigen westlichen Flugzeugtypen, welche zeitweise regelmäßig im Linienverkehr und in den Farben von Fluggesellschaften des Ostblocks eingesetzt wurden (wie ansonsten noch die britische One-Eleven bei der rumänischen TAROM sowie die Convair CV-240, Sud-Est SE.161 Languedoc und die Vickers Viscount bei der polnischen Polskie Linie Lotnicze LOT).
Außer von der CSA wurde die Britannia in Europa noch von einigen weiteren Nutzern eingesetzt. Dies waren die belgische Young Cargo, die irische Aer Turas und Interconair, die schweizerische Globe Air, die spanische Air Spain und die englische Air Faisal.
Die Royal Air Force setzte ihre 20 Britannia C1. und drei C.2 von 1959 bis 1975 bei der 99. und 511. Squadron von RAF Lyneham aus ein. Im Betrieb der Royal Air Force wurde nur eine Maschine durch einen Unfall zerstört, wobei es keine Todesopfer gab.
Der letzte Flug dieses Musters wurde am 14. Oktober 1997 mit einer RAF-Maschine (Kennzeichen XM496) durchgeführt. Diese erhalten gebliebene Maschine hat mittlerweile wieder den Anstrich des RAF Transport Command erhalten.

### Betreiber werksneuer Maschinen
- 03 Aeromexico
- 01 Air Charter (UK)
- 33 BOAC
- 08 Canadian Pacific Airlines
- 04 Cubana
- 05 El Al
- 02 Ghana Airways
- 02 Hunting-Clan Air Transport
- 02 Ministry of Supply
- 23 Royal Air Force
- 02 Transcontinental (Argentinien)

## Versionen
- Series 100: Ausgangsversion, rückwirkend vergeben, als sich die Serien 200, 250 und 300 in der Planung befanden
- 101: Rückwirkende Bezeichnung für den Prototyp, nachdem individuelle Baureihen-Nummern für Varianten innerhalb der Serien eingeführt wurden, zwei gebaut
- 102: Serienversion der 100 für BOAC, 15 gebaut
- 200: Vorgesehene Frachtversion der Langrumpf-Britannia, nicht gebaut
- 250: Mixed-traffic-Version der 200 mit einem Frachtabteil im Rumpfbereich vor der Tragfläche. Nicht gebaut
- 252: Version der 250, die das Ministry of Supply zum Leasing an Charter-Gesellschaften in Auftrag gab. Wurden vom RAF Transport Command als C Mk 2 übernommen. Drei gebaut
- 253: C Mk 1: Mixed-traffic-Version der 250, 20 gebaut
- 300: Basisbezeichnung für die Passagierausführung mit langem Rumpf. Nicht gebaut
- 301: Prototyp für die 300-Version, eine gebaut
- 302: Serienversion der 300-Version, zwei gebaut
- 305: Serie 300 mit Langstreckentanks, aber keine Modifikation für höheres Maximalgewicht, wie für 310. Ursprünglich von BOAC geordert; Vertrag von Capital Airlines übernommen, dann aber zur Auslieferung an Northeast Airlines vorgesehen; fünf gebaut und später zu Serien 306–309 umgebaut[3]
- 306: eine an El Al verleaste 305, später zu 307 umgebaut
- 307: zwei 305 für Air Charter, später British United Airways (BUA)
- 307F: Serie 307 umgebaut als Frachter für BUA
- 308: zwei 305 für Transcontinental SA, Argentinien
- 308F: die zwei Serie 308, die von British Eagle International Airlines gebraucht erworben und zu Frachtern umgebaut wurden
- 309: eine an Ghana Airways verleaste ehemalige Serie 305
- 310: Ausgangsbezeichnung für Serie 300 mit Langstreckentanks, stärker beplanktem Rumpf, verstärktem Fahrwerk und erhöhtem maximal zulässigem Gewicht und erhöhter Nutzlast.
- 311: Prototyp für Serie 310, später an Ghana Airways als Serie 319

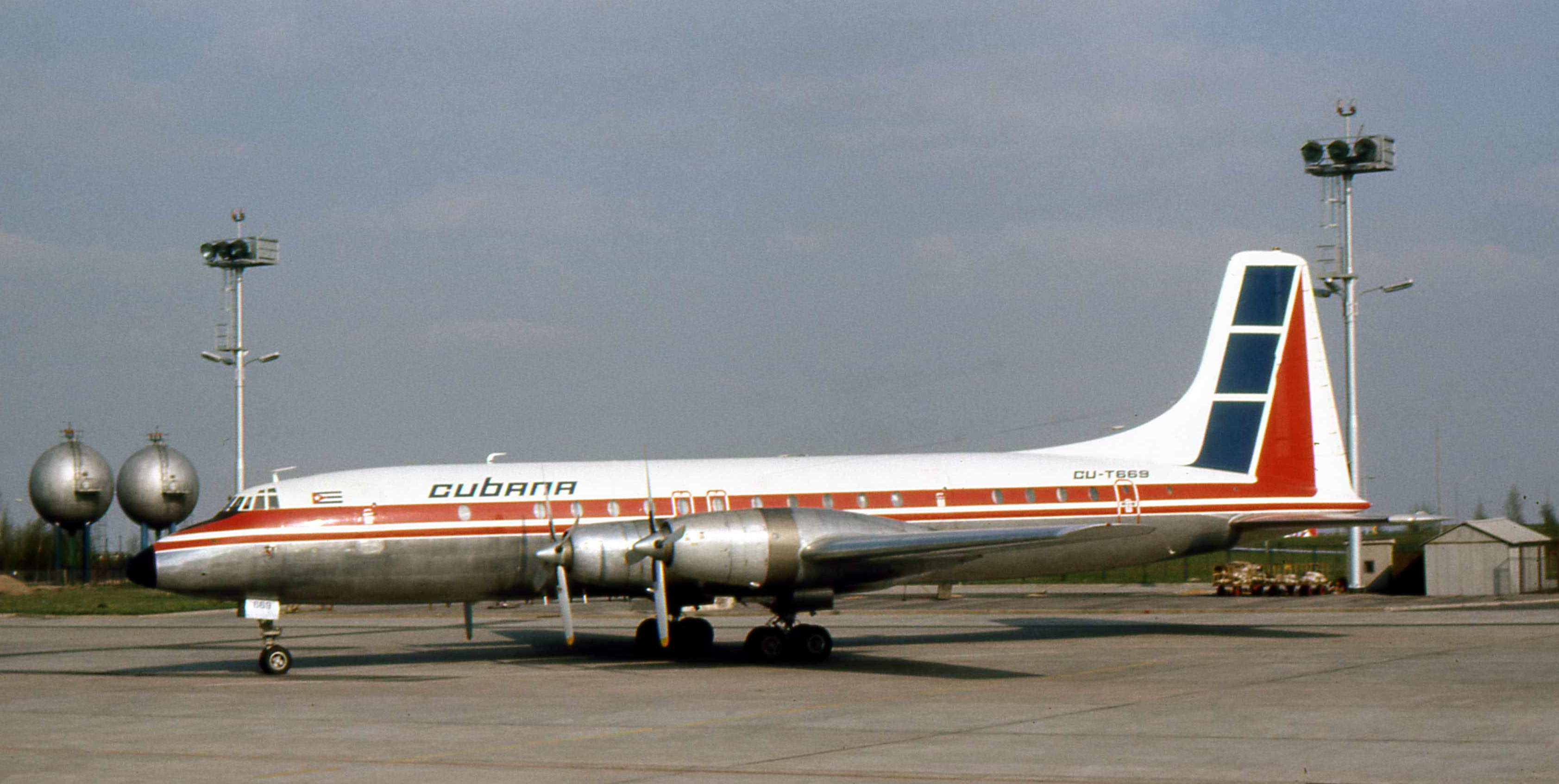
Britannia 318 der Cubana, 1975

- 312: Serienversion der 310 für BOAC, 18 gebaut
- 312F: umgebaute 312 als Frachter für BOAC
- 313: Version für El Al, vier gebaut
- 314: Serie 310 für Canadian Pacific Airlines (CPAL), sechs gebaut
- 317: Serie 310 für Hunting-Clan Air Transport (später BUA), 124 Sitze, zwei gebaut
- 318: Serie 310 für Cia Cubana de Aviacion, vier gebaut
- 319: Serie 311 für Ghana Airways
- 320: höhere Kapazität, höhere Reisegeschwindigkeit bei größerer Ökonomie, vier gebaut
- 324: Serie 320 verleast an CPAL, zwei gebaut

## Zwischenfälle
Von 1954 bis zur Außerdienststellung 1997 kam es beim Betrieb der Bristol Britannia zu 14 Totalverlusten mit insgesamt 365 Todesopfern. Vollständige Liste:
- Am 4. Februar 1954 musste bei einer Bristol Britannia 101 des britischen Ministry of Supply (Luftfahrzeugkennzeichen G-ALRX) sieben Minuten nach dem Start vom Flughafen Bristol-Filton (Großbritannien) das Triebwerk 3 (rechts innen) abgestellt werden und fing später Feuer. Als Vorsichtsmaßnahme wurde auch das benachbarte Triebwerk 4 abgestellt. Im Anflug auf Filton fielen die beiden verbliebenen Triebwerke 1 und 2 (links) aus. Sie konnten zwar schnell wieder gestartet werden, aber eine Notlandung im Marschland des Flusses Severn wurde unvermeidlich. Alle 13 Insassen, 7 Besatzungsmitglieder und 6 Passagiere, überlebten den Totalschaden der Maschine.[5][6]

- Am 6. November 1957 stürzte eine Britannia 301 des britischen Ministry of Supply (G-ANCA) auf einem Testflug bei Downend (Großbritannien) in einen Wald, 7 Kilometer ostsüdöstlich des Start- und Zielflugplatzes Bristol-Filton. Während des Anflugs ging in 1500 Fuß (etwa 460 Meter) Höhe die Kontrolle verloren. Alle 15 Insassen, 4 Besatzungsmitglieder und 11 Passagiere, kamen ums Leben.[7]

- Am 24. Dezember 1958 wurde eine Britannia 312 der British Overseas Airways Corporation (BOAC) (G-AOVD) in der Nähe von Bournemouth bei nebligem Wetter in den Boden geflogen. Die Maschine befand sich auf einem Testflug im Rahmen ihrer Jahresnachprüfung. Als beitragender Faktor wurde die ergonomisch sehr ungünstige Auslegung des Höhenmessers als Dreizeiger-Instrument benannt. Neun der zwölf Insassen wurden getötet, darunter alle sieben Passagiere.[8]

- Am 11. November 1960 kam es bei einer Britannia 102 der British Overseas Airways Corporation (BOAC) (G-ANBC) zum Verlust von Hydraulikdruck, weshalb das Fahrwerk nicht ausgefahren und verriegelt werden konnte. Die Landung auf dem Flughafen Khartum (Sudan) erfolgte auf einem Landestreifen neben der eigentlichen Landebahn, wobei am Flugzeug Totalschaden entstand. Alle 27 Insassen, 9 Besatzungsmitglieder und 18 Passagiere, überlebten.[9]

- Am 22. Juli 1962 meldete die Besatzung einer Britannia 314 der Canadian Pacific Airlines (CF-CZB) nach dem Start vom Flughafen Honolulu einen Triebwerksausfall. Die Maschine kehrte zum Flughafen zurück und schlug beim Versuch einer Notlandung neben der Landebahn auf. Der Unfall forderte 27 Todesopfer; 13 Insassen überlebten.[10]

- Am 29. Februar 1964 wurde eine Britannia 312 der British Eagle International Airlines (G-AOVO) in 2600 Meter Höhe in die östlichen Bergflanke des Glungezers geflogen, eines 2677 Meter hohen Berges in der Nähe von Innsbruck in Tirol. Alle 75 Passagiere und die gesamte achtköpfige Crew verloren ihr Leben. Der Unfall geschah durch eine Fehlentscheidung der Piloten über die Flughöhe während einer Warteschleife um den Flughafen Innsbruck (siehe auch British-Eagle-Flug 802 (1964)).[11]

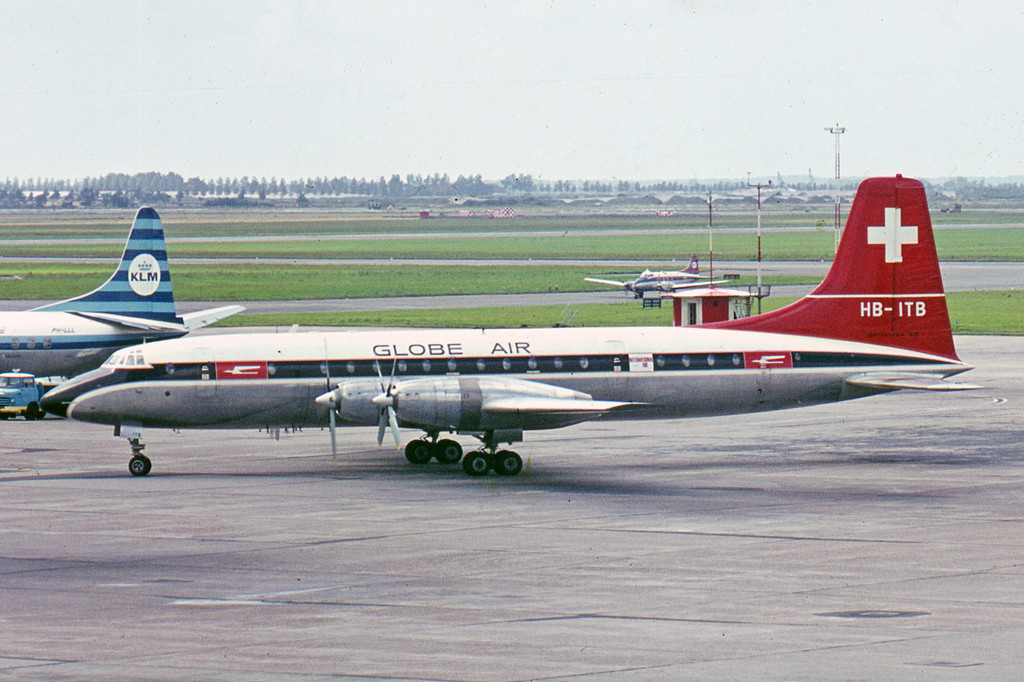
Die am 20. April 1967 in Nikosia verunglückte Britannia 313 HB-ITB der Globe Air, Schiphol 1965

- Am 9. Juli 1965 ließ sich bei einer Britannia 302 der Aeronaves de México (XA-MEC) im Anflug auf den Flughafen Tijuana (Mexiko) das Hauptfahrwerk nicht in der ausgefahrenen Position verriegeln. Alle 82 Insassen, 9 Besatzungsmitglieder und 73 Passagiere, überlebten die Notlandung unverletzt. Am Flugzeug entstand Totalschaden.[12]

- Am 1. September 1966 unterschritt eine Britannia 102 der Britannia Airways (G-ANBB) im Anflug auf den Flughafen Ljubljana die Sicherheitsflughöhe und schlug etwa 3 Kilometer vor der Landebahnschwelle auf. Die Piloten hatten es versäumt, die Höhenmesser auf den örtlichen Luftdruck umzustellen und führten den Sichtanflug bei Dunkelheit zu niedrig aus, wodurch sie den Sichtkontakt zur beleuchteten Landebahn verloren. Durch diesen CFIT (Controlled flight into terrain) wurden 98 der 117 Insassen getötet. Es ist bis heute (April 2023) der schwerste Flugunfall in Slowenien.[13]

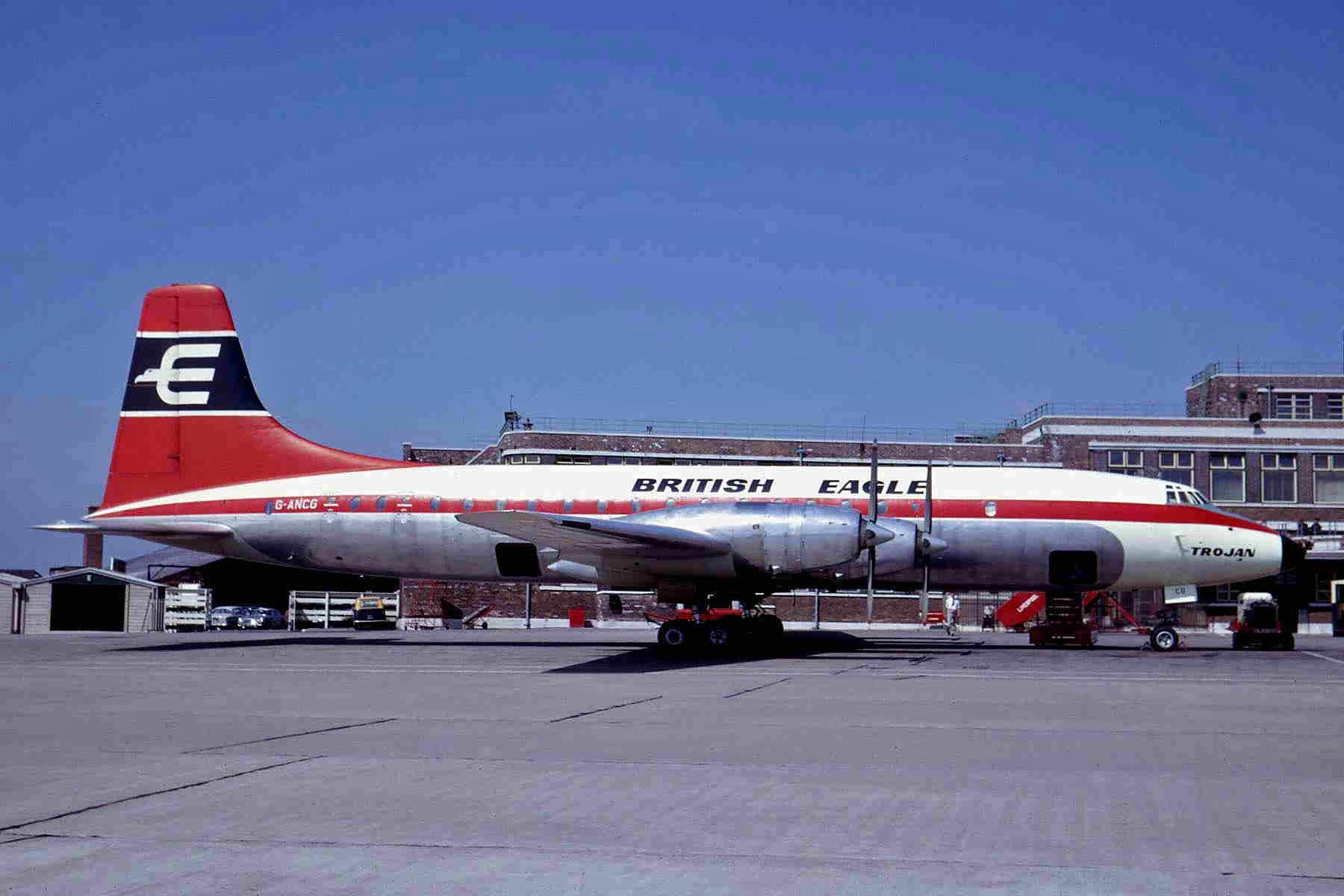
Die am 20. April 1967 in Manston verunglückte Britannia 308 G-ANCG der British Eagle, Liverpool 1965

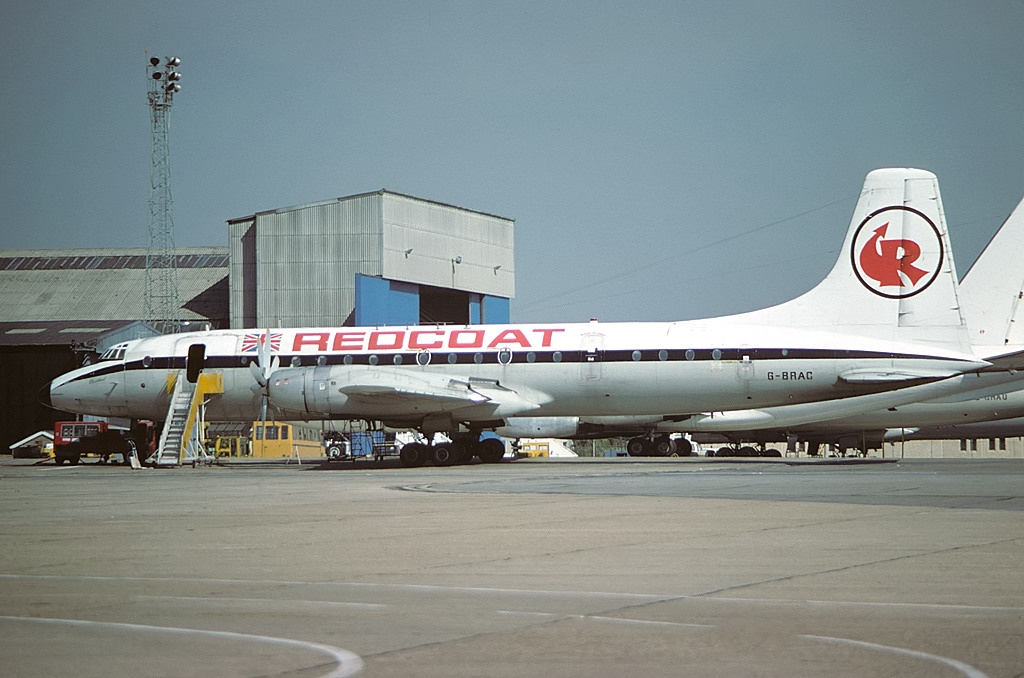
Die am 16. Februar 1980 in Boston abgestürzte Britannia G-BRAC der Redcoat Air Cargo, Luton 1979

- Am 20. April 1967 wurde eine Britannia 313 der schweizerischen Globe Air (HB-ITB) im Anflug auf den Flughafen Nikosia, Zypern, vier Kilometer vor der Landebahn in einen Hügel geflogen. Von den 130 Insassen wurden durch diesen CFIT (Controlled flight into terrain) 126 getötet. Es war der folgenreichste Unfall einer Britannia und ist bis heute (April 2023) der schwerste Flugunfall in Zypern (siehe auch Flugzeugkatastrophe von Nikosia).[14]

- Ebenfalls am 20. April 1967 führten die Piloten einer Britannia der British Eagle (G-ANCG) nach einem Hydraulikausfall eine Notlandung auf einem Schaumteppich am Flughafen Manston durch. Die Maschine setzte mit eingefahrenem Fahrwerk auf und wurde irreparabel beschädigt. Alle 11 Besatzungsmitglieder und 54 Passagiere überlebten.[15]

- Am 12. Oktober 1967 überrollte eine Bristol Britannia 253/C.1 der Royal Air Force (XL638) das Landebahnende am Flughafen Aden (Südjemen) und endete im Meer. Ursache war das Versagen der Schubumkehrstellung der Propeller. Alle Insassen überlebten. Am Flugzeug entstand Totalschaden.[16]

- Am 12. Juli 1970 verunglückte eine Bristol Britannia 312F der argentinischen Aerotransportes Entre Rios (LV-JNL) auf dem Flughafen Buenos Aires-Ezeiza (Argentinien) beim Durchstartversuch. Bei einer Sicht von null Metern drehte die Maschine nach links, streifte ein mobiles Radargerät mit ihrem Fahrwerk, schlug auf dem Boden auf und rutschte noch etwa 600 Meter weiter. Dabei entstand am Flugzeug Totalschaden. Alle 12 Insassen des Frachtfluges, 5 Besatzungsmitglieder und 7 Passagiere, überlebten den Unfall.[17]

- Am 30. September 1977 kam es bei einer Britannia 253 der irischen Interconair (EI-BBY) kurz vor der Landung auf dem Flughafen Shannon (Irland) zu starken Vibrationen. Der Anflug wurde abgebrochen und ein Durchstarten eingeleitet. Die Maschine sank jedoch weiter, schlug vor der Landebahn auf und sprang wieder hoch, wobei die rechte Tragfläche abbrach. Sie rutschte weiter, fing Feuer und brannte aus. Alle 6 Insassen, 4 Besatzungsmitglieder und 2 Passagiere, überlebten den schweren Unfall.[18]

- Am 16. Februar 1980 stürzte eine Britannia 253 der britischen Redcoat Air Cargo (G-BRAC) wenige Minuten nach dem Start vom Flughafen Boston, Massachusetts, aus einer Höhe von etwa 500 Meter (1700 Fuß) in ein bewaldetes Gebiet. Als Ursache wurde Vereisung vor und nach dem Start ermittelt. Von den 8 Insassen kamen 7 ums Leben, vier der fünf Besatzungsmitglieder und alle drei Passagiere.[19]

## Trivia
Nachdem Agenten der israelischen Geheimdienste Lakam und Mossad den ehemaligen SS-Obersturmbannführer und logistischen Hauptorganisator des Holocaust, Adolf Eichmann in seinem argentinischen Versteck aufgespürt und am 11. Mai 1960 entführt hatten, erfolgte seine heimliche Überführung nach Israel (um ihm dort den Prozess zu machen) am 20./22. Mai desselben Jahres mit einer Bristol Britannia der El Al, die offiziell als Diplomatentransportflugzeug getarnt war.

## Technische Daten
| Kenngröße             | Britannia 310                                                                           | Britannia 312                                                                           |
| --------------------- | --------------------------------------------------------------------------------------- | --------------------------------------------------------------------------------------- |
| Besatzung             | 4–7                                                                                     | 4–7                                                                                     |
| Passagiere            | 139                                                                                     | 99                                                                                      |
| Länge                 | 37,87 m                                                                                 | 37,87 m                                                                                 |
| Spannweite            | 43,36 m                                                                                 | 43,35 m                                                                                 |
| Höhe                  | 11,43 m                                                                                 | 11,43 m                                                                                 |
| Startmasse            | 83.990 kg                                                                               | 83.914 kg                                                                               |
| Reisegeschwindigkeit  | 575 km/h                                                                                | 574 km/h                                                                                |
| Höchstgeschwindigkeit | 639 km/h                                                                                | 639 km/h                                                                                |
| Dienstgipfelhöhe      | 7315 m                                                                                  | 7315 m                                                                                  |
| Reichweite            | 6869 km                                                                                 | 9289 km                                                                                 |
| Triebwerke            | 4 Propellerturbinen Typ Bristol Proteus 765 mit 3775 PS/2775 kW und Vierblatt-Propeller | 4 Propellerturbinen Typ Bristol Proteus 765 mit 3775 PS/2775 kW und Vierblatt-Propeller |